# نوال 2000
ألبوم نوال 2000 هو أحد ألبومات الفنانة نوال الكويتية واحتوى على عشر أغاني وقد صدر في عام 2000.

## قائمة الأغاني
1. «تهددني»
2. «تعب قلبي»
3. «شمس وقمر»
4. «روح»
5. «نجوم الليل»
6. «مو نادمة»
7. «لقيت روحي»
8. «انتهى الأمر»
9. «غروك عذالي»
10. «القلوب الساهية»